# Rainulf Lemberger
Rainulf Lemberger (1950) è un ex sciatore alpino austriaco.

## Biografia
Discesista puro, Lemberger nella classifica di specialità di Coppa Europa si piazzò 2º nella stagione 1971-1972 e 3º nella stagione 1972-1973; non debuttò in Coppa del Mondo  e non prese parte a rassegne olimpiche o iridate.

## Palmarès

### Campionati austriaci juniores
- 2 ori (discesa libera, combinata nel 1969)[3]